# Ajuma Nasenyana
Ajuma Nasenyana (ur. 14 stycznia 1984 roku) – kenijska modelka.
W 2003 roku Ajuma wzięła udział w wyborach Miss Nairobi, dzięki temu udało jej się podpisać kontrakt z kenijską agencją modelek Surazuri Model Management. Wkrótce po podpisaniu kontraktu zrobiono jej profesjonalne portfolio i wysłano je do kilku europejskich i amerykańskich agencji. Nie trzeba było długo czekać. W ciągu kilku tygodni podpisała kontrakty z agencjami w: Londynie, Barcelonie, Nowym Jorku i Mediolanie. Niedługo potem w Johannesburgu. Na międzynarodowym wybiegu zadebiutowała w Nowym Jorku podczas Nowojorskiego Tygodnia mody, u boku takich modelek jak: Naomi Campbell i Alek Wek. Ajuma współpracowała z takimi projektantami jak: Vivienne Westwood, Salvatore Ferragamo, Alexander McQueen, Fendi, Issey Miyake, Just Cavalli, Laura Biagiotti, Martin Grant, Rick Owens, Viktor & Rolf, Diane von Furstenberg i Emanuel Ungaro. Brała udział w kampaniach reklamowych Marca Jacobsa i Vivienne Westwood.